# Masoga
Masoga is een geslacht van vlinders van de familie spinneruilen (Erebidae), uit de onderfamilie Calpinae.

## Soorten
- M. bipuncta Dognin, 1914
- M. panagralis Walker, 1863
- M. peracuta Dognin, 1914
- M. rava Schaus, 1913